# Camporrélls
Camporrélls település Spanyolországban, Huesca tartományban. Camporrélls Baldellou, Os de Balaguer, Estopiñán del Castillo, Castillonroy és Baélls községekkel határos. Lakosainak száma 158 fő (2024).

## Népesség
A település népessége az utóbbi években az alábbiak szerint változott:
| Lakosok száma | 247  | 231  | 217  | 196  | 182  | 148  | 138  | 134  | 123  | 158  |
|               | 2001 | 2004 | 2006 | 2009 | 2011 | 2014 | 2016 | 2019 | 2021 | 2024 |